# Pedro Núñez del Valle

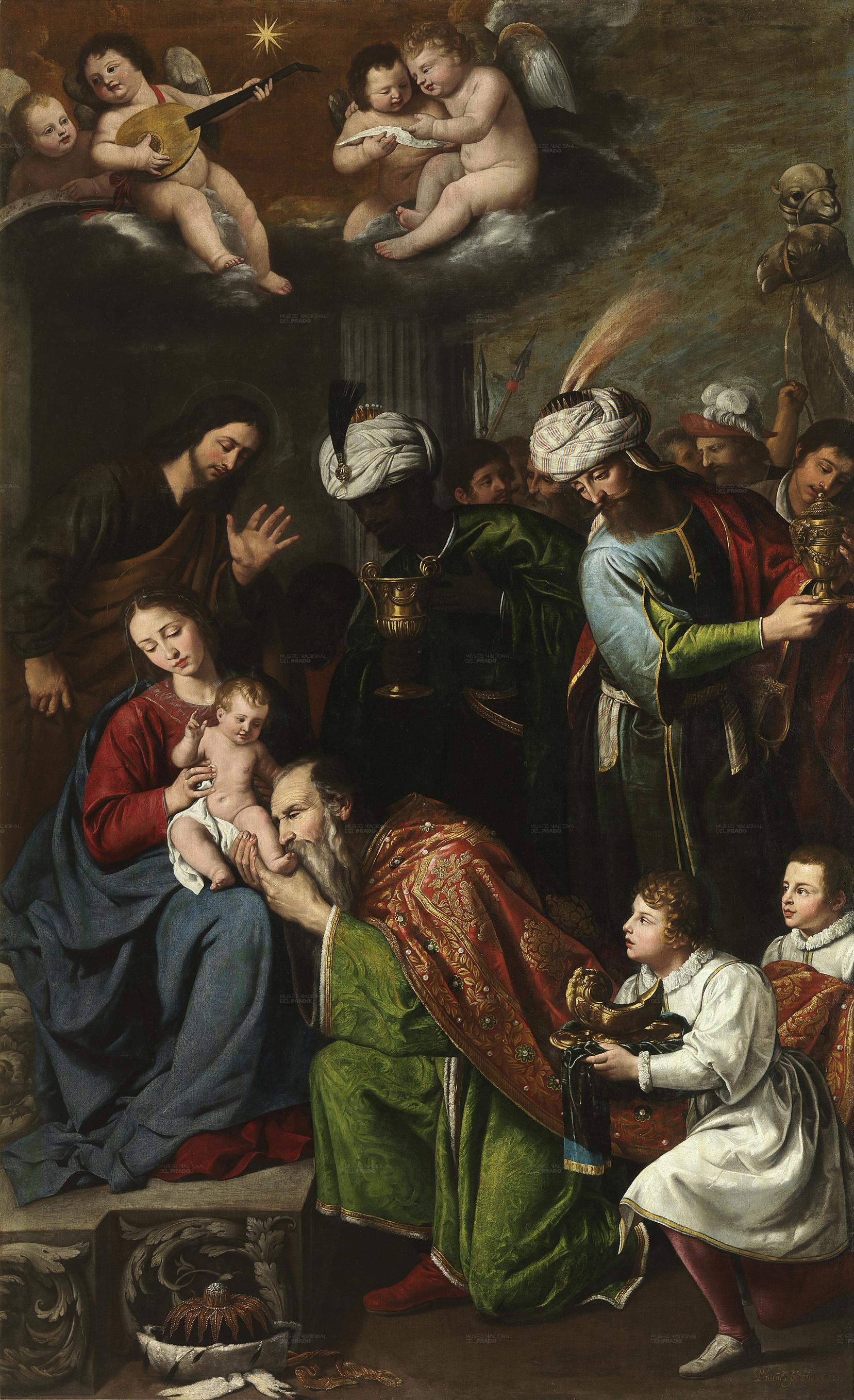
Hołd Trzech Króli (1631)

Pedro Núñez del Valle (ur. w 1597 lub 1598 w Madrycie, zm. tamże 24 sierpnia 1649) – hiszpański malarz okresu baroku.
Kształcił się w Rzymie, gdzie został członkiem Akademii św. Łukasza. Prawdopodobnie był uczniem Vicente Carducho. W 1623 powrócił do Hiszpanii. Malował obrazy religijne. Tworzył pod wyraźnym wpływem Caravaggia.

## Wybrane dzieła
- Hołd Trzech Króli -  1631, 271 x 168 cm, Prado, Madryt
- Jael i Sisera -  ok. 1630, 48 x 52 cm, Narodowa Galeria Irlandii, Dublin
- Matka Miłosierdzia -  1640-50, 271 x 190 cm, Bowes Museum, Barnard Castle
- Zwiastowanie -  1623 -30, 146 x 112 cm, Ermitaż, Sankt Petersburg